# Kitty Foyle
Kitty Foyle: The Natural History of a Woman is een film uit 1940 onder regie van Sam Wood. Het zou de meest succesvolle film van dat jaar worden voor filmstudio RKO Radio Pictures en kreeg vijf Oscarnominaties.

## Verhaal
Kitty Foyle is een vrouw die met een dilemma zit. Ze zal moeten kiezen tussen een idealistische dokter en haar rijke ex-vriend. De dokter, die ze heeft bijgestaan bij een bevalling, heeft haar zojuist een huwelijksaanzoek gedaan. Haar ex-vriend Wyn heeft echter net zijn socialistische vriendin verlaten en nodigt haar mee uit op vakantie naar Buenos Aires.
Ze staat op het punt om mee te gaan naar Argentinië, maar wordt in de spiegel door haar reflectie gewaarschuwd. De reflectie dient de rest van de film als een voice-over. De kijker ziet vanaf dat moment het verleden van Kitty.
Als ze op weg is om haar grootvader te bezoeken, ontmoet ze Wyn. Wyn toont veel interesse in haar, maar doet dit alleen omdat hij potentie in haar ziet als de nieuwe typiste in zijn kantoor. Kitty neemt deze baan aan en een romance tussen de twee bloeit al gauw op.
Wanneer haar grootvader komt te overlijden, vertrekt Kitty naar New York. Hier krijgt ze een baan in een warenhuis en ontmoet ze een dokter genaamd Mark. Als hij haar mee uitvraagt, accepteert Kitty zijn aanbod. Het lijkt erop dat er op een gegeven moment wel een trouwerij zal van komen, maar dan komt Wyn opnieuw ten tonele...

## Rolverdeling
| Acteur            | Personage         |
| ----------------- | ----------------- |
| Ginger Rogers     | Kitty Foyle       |
| Dennis Morgan     | Wyn Strafford     |
| James Craig       | dokter Mark Eiser |
| Eduardo Ciannelli | Giono             |
| Ernest Cossart    | Grootvader        |
| Gladys Cooper     | Mrs. Strafford    |
| Kay Linaker       | Wyns vrouw        |

## Achtergrond
De film is gebaseerd op het gelijknamig boek van Christopher Morley, die een jaar eerder werd uitgebracht. Actrice Katharine Hepburn werd de titelrol aangeboden. Pas nadat zij deze afwees, werd Ginger Rogers geselecteerd. Hepburn werd bij de Oscars genomineerd voor haar rol in The Philadelphia Story (1940). Deze verloor ze van Rogers, die de Oscar kreeg voor haar rol in deze film.
Kitty Foyle stond volgens Rogers zelf centraal voor de algemene vrouw uit 1941. De jurk die ze droeg, werd veelgevraagd door het publiek. Rogers zou uitgroeien tot een stijlicoon. De film wordt tegenwoordig echter door menig critici als gedateerd beschouwd.

## Academy Awards
- Oscar voor Beste Actrice (Ginger Rogers) - Gewonnen

- Oscar voor Beste Film - Genomineerd
- Oscar voor Beste Regisseur (Sam Wood) - Genomineerd
- Oscar voor Beste Scenario - Genomineerd
- Oscar voor Beste Geluid - Genomineerd